# 王銘燦
王銘燦（1953年2月13日—2019年10月6日）是臺灣電視、電影、傳統戲曲之編劇、導演、導播、剪輯、製作人。

## 生平

### 服役
1975-1977 (22-24歲) 預備軍官 陸軍 步兵 少尉 排長

### 退伍後
1977（24歲）入中央電影公司擔任場記/副導/導演。（1977（24歲）《大壩尖山》場記；1978（25歲）《汪洋中的一條船》助導；1978（25歲）《源》、1979（26歲）《錦標》副導；1983（30歲）《魔輪》導演。）時值被譽為台灣新電影保母的中影總經理明驥在三年內大膽起用新導演十七人，包括楊德昌、柯一正、張毅、王銘燦、楊敦平、金鰲勳、萬仁、曾壯祥、麥大傑、羅維明、李啟華等都是第一次當導演，還有侯孝賢、陳坤厚、王童等雖導過一、二部片，也還是新人。
1979年（26歲）12月，王銘燦與陳勝福、孫榮發、邱銘誠等人共同成立佳譽電影公司，王銘燦擔任編導及策畫執行，成為陳勝福的長年工作伙伴。
1980年（27歲）親力親為製作出新台幣近億票房的軍教片《大地勇士》一戰成名。27歲後連續執導的4部電影都創下當時電影票房紀錄，勝過當時的香港電影票房。。
1982年（29歲）其執導的勵志片《人肉戰車》首創台灣的午夜場播映，獲得第19屆金馬獎最佳剪輯獎。。
1983年（30歲）其執導的《魔輪》獲得第20屆金馬獎最佳童星獎。可惜一部籌畫中的《怒海雄風》因氣候關係而延期，而未能孕育出來。
1984（31歲）於黃卓漢的大大電影公司擔任導演，執導《開車大吉》。
1985（32歲）在學者有限公司擔任製作總監。於李行導演的大眾電影公司擔任助導/副導，與李行結下一生不解的師生情緣
1986年民國75年（33歲）底結婚。
陳勝福接掌明華園總團長後，明華園總團的多場公演皆由王銘燦擔任導播。此外王銘燦也在電視劇《祖師爺的女兒》執導，並參與《移山倒海樊梨花》、《菩提禪心》等的製作。
1988年（35歲）任職寬聯有限公司（寬聯傳播）編導/製作人，當時公共電視節目製播小組科長王立信的一番話取得了王銘燦的認同。王銘燦表示，寬聯傳播是個理想色彩濃厚的傳播公司，不願意在廣告壓力下爲商業電視製作通俗的節目，寧可選擇製作品質要求較高、但比較符合他們理想的公共電視節目，是雙方開啟合作製作親子關係節目《愛的進行式》。
1991年（38歲），與張毅、邱銘誠同獲《中華民國新聞年鑑》列為世新電影製作科傑出校友。

### 離世
2018年9月王銘燦被發現罹患肺腺癌、鱗狀上皮細胞肺癌。他一面接受手術、化療、放療，一面仍持續工作。2019年10月6日病逝，享壽66歲。

## 經歷[7]
| 公司             | 年代   | 職位                                                       | 作品 | 備註 |
| ---------------- | ------ | ---------------------------------------------------------- | --- | --- |
| 寬聯傳播         | 1988年 | 編劇、導演、製作人                                         | - 1989年：公共電視節目製播組《愛的進行式》，編、導、製作；公共電視節目製播組《上班下班》導演 - 1989年：電影《晚春情事》策劃 / 統籌 - 1990年：《明月幾時圓》總監、達新工業「達新牌雨衣」廣告導演、「蒂妮衛生棉」廣告導演。 | |
| 大眾電影公司     |        | 助理導演、副導演                                           | | - 大眾電影公司負責人為李行，被王銘燦奉為電影導師。 |
| 中央電影公司     |        | 場記、副導、導演                                           | - 1977年：《大壩尖山》場記 - 1978年：《汪洋中的一條船》助導、《源》副導 - 1979年：《錦標》副導 - 1983年：《魔輪》導演。                                                                                                   | |
| 大大電影公司     |        | 導演                                                       | - 1984《開車大吉》導演 | |
| 學者電影公司     |        | 製作總監                                                   | - 1985年《寶貝家庭》 - 1986年《你瀟灑我漂亮》製作總監 | |
| 明華園文化事業體 |        | 影視部編劇、導演、導播、剪輯、策畫統籌、執行製作、製作人等 | - 1980年《大地勇士》 - 1981年《佳譽電影歌曲選輯》紀念佳譽影業成立三週年而發行 - 1982年《人肉戰車》 - 1983年《甲子玄機》 - 1983年《野雀高飛》 - 1983年《女學生與機關槍》 - 1984年《進攻要塞地》 - 1987年《魔鬼戰士》       | - 明華園文化事業體係指明華園戲劇總團及其成立的影視製作公司：寧遠文化有限公司、佳譽國際音象有限公司。 - 佳譽電影公司運作模式沿襲香港電影模式，工作任務為集體完成，職位為事後分配掛名 |

## 成就[12]
- 1982年（29歲）其執導電影《人肉戰車》共獲得年度票房冠軍、當年年度十大最佳劇情片、第19屆金馬獎剪輯獎、入圍第19屆金馬獎最佳影片、入圍金馬獎優良劇情片、入圍義大利都靈影展最佳劇情片。
- 1983年（30歲）其執導的電影《魔輪》也獲得第20屆金馬獎最佳童星獎

## 作品[6][13]

### 執導電影[5]
- 1980年《大地勇士》[14]
- 1982年《人肉戰車》
- 1983年《魔輪》
- 1984年《開車大吉》

### 參與製作電影
1977年
- 《大壩尖山》，場記

1978年
- 《汪洋中的一條船》，助導
- 《源》，副導
- 《小城故事》，助導／副導

1979年
- 《錦標》，副導
- 《早安台北》，助導／副導

1980年
- 《原鄉人》，助導／副導
- 《又見春天》，助導／副導
- 《大地勇士》，導演／編劇／製片[註 1]

1981年
- 《熱血》，策劃

1982年
- 《大追擊》，策劃／編劇

1983年
- 《女學生與機關槍》，策劃
- 《甲子玄機》，策劃
- 《野雀高飛》，策劃

1984年
- 《進攻要塞地》
- 《我愛瑪莉》，演出

1985年
- 《寶貝家庭》

1986年
- 《你瀟灑我漂亮》，製作總監

1987年
- 《芳草碧連天》，故事策劃
- 《魔鬼戰士》，策劃

1989年
- 《晚春情事》，策劃

1990年
- 《明月幾時圓》，總監

1994年
- 《我的一票選總統》，演出

### 電視[3]
1989年〜1992年
- 公共電視 電視劇 《愛的進行式》，編導製作人（王銘燦1988年到寬聯，1989接手《愛的進行式》）

1996年〜2001年
- 中視 電視劇《大巡按番薯官》，策劃

1990年
- 公共電視 電視劇《上班下班》，製作人

2002年
- 民視《移山倒海樊梨花》，統籌 \ 執行製作人

2006年
- 公共電視 電視劇《祖師爺的女兒》，導演

2007年〜2019年
- 客家電視台 《客家採茶戲》，擔任導播

2008年5月9日
- 公共電視《新芽》，導演

2009年
- 大愛電視台 大愛劇場《台九線上的愛》，執行製作人﹨編審﹨總企劃

2011年
- 大愛電視台 大愛劇場《讓愛飛翔》，執行製作人

2012年〜2019年
- 孫翠鳳藝文工作室弘法歌仔戲電視劇《菩提禪心》[15]、《高僧傳》系列節目 [16]，執行製作人/導演/編劇。

### 舞台劇
陳勝福接掌明華園後，成立了寧遠文化有限公司、佳譽國際音象有限公司兩家影視製作公司。王銘燦於1970、1980年代開始負責明華園影視部的策畫及編導；也擔任多場總團公演的導播，亦擔任眾多劇團導播。

### 劇本創作

#### 電影劇本[5]
- 1980年《大地勇士》王銘燦、林清玄

- 1982年《人肉戰車》王銘燦與張毅、邱銘誠、虞戡平等合編

- 1982年《大追擊》王銘燦與張毅、邱銘誠、虞戡平等合編

#### 電視劇本[15]
- 2013年4月29日《內修德外行善》
- 2013年5月2日《為善得福》
- 2013年5月6日《知因識果》
- 2013年5月9日《守護身心正道行》
- 2013年9月16日《孤兒獻金》
- 2014年6月23日《億萬里》
- 2015年2月16日《大樹上的彩帶》
- 2015年2月23日《掌拳公主》
- 2015年6月1日《貪財與布施》
- 2016年6月6日《日難王棄國學道》
- 2016年6月20日《國王身施為奴》
- 2017年8月7日《安世高》〈原著〉
- 2019年1月13日《玉林國師》〈原著〉

### 明華園演出[17]

#### 舞台歌仔戲
- 未知發表年 《馬車夫與大捕快》、《周公法鬥桃花女》、《寶蓮燈》、《梁山風雲》、《田都戲神封箱》、《包公斬判官》、《南國清秋》、《父子情深》、《賣藝王家》

- 1986年 《劉全進瓜》
- 1988年 《濟公活佛之紅塵菩提》
- 1989年 《財神下凡》、《真命天子》、《鐵漢柔情燕南飛》
- 1990年 《濟公活佛之雪狐情》
- 1992年 《逐鹿天下》
- 1993年 《李靖斬龍》、《界牌關傳說》
- 1994年 《薛丁山傳奇》、《鴛鴦槍》
- 1996年 《燕雲十六州》
- 1999年 《武松打虎》
- 2001年 《乘願再來》、《白蛇傳》
- 2002年 《獅子王》、《鴨母王》
- 2003年 《劍神呂洞賓》
- 2004年 《韓湘子》
- 2005年 《王子復仇記》
- 2006年 《暗戀桃花源（現代舞台劇）》
- 2007年 《超炫白蛇傳（全新改版）》
- 2009年 《貓神》、《海神家族（現代舞台劇）》
- 2010年 《曹國舅》
- 2011年 《蓬萊仙島》、《火鳳凰》
- 2012年 《劍神呂洞賓》（巡迴）、《蓬萊仙島》（巡迴）
- 2013年 《吆嘍正傳》、《媽祖》
- 2014年 《吆嘍正傳之首部曲（青春劇作）》
- 2015年 《流星（青春劇作)》
- 2016年 《散戲（文學跨界劇作)》
- 2016年 《四兩皇后》
- 2017年 《愛的波麗路》（文學跨界劇作)、《王子復仇記之龍抬頭（舊作重編之新戲-上集)》
- 2018年 《俠貓》(文學跨界劇作)、《王子復仇記之龍逆鱗（舊作重編之新戲-下集)》、《界牌關傳說（青春劇作）》
- 2019年 《吆嘍正傳之二部曲-龍城爭霸（青春劇作）》、《皇上有喜》、《真命天子(青年軍版)》、《雲中君(青春劇作)》、《大河彈劍》、《鐵膽柔情(青年軍版)》

#### 電視歌仔戲
- 1985年 《父子情深》
- 1987年 《千里姻緣路》
- 1988年 《一見情》
- 1989年 《鐵膽英豪》
- 1995年 《皇甫少華與孟麗君》
- 2012年 《菩提禪心》之《木槍刺足》

2013年 《菩提禪心》系列
- 六牙象王
- 內修德外行善
- 為善得福
- 知因識果
- 蓮華
- 孤兒獻金
- 度化獵戶
- 報恩牛
- 以沙供佛
- 九代同居

2014年 《菩提禪心》系列
- 王舍城由來
- 拘那羅王子的眼睛
- 億萬里
- 神射手王子
- 直心無我一儒童
- 離婆多遇鬼
- 心火

2015年 《菩提禪心》系列
- 大樹上的彩帶
- 掌拳公主
- 五世母子
- 摩男的選擇
- 以愛化仇
- 仁慈的長壽王
- 五不死薄拘羅

2016年 《菩提禪心》系列
- 雪山仙人
- 秀才狀元夢
- 老鞋匠的國王夢
- 日難王棄國學道
- 心魔千指串
- 國王身施為奴
- 魚籃女度馬郎

2017年 《菩提禪心》系列、《高僧傳》系列
- 高僧傳-弘一法師
- 王子與仙人
- 貧者之歌
- 宰相之子
- 高僧傳-安世高大師〈原著〉
- 高僧傳-窺基法師

2018年 《高僧傳》系列
- 高僧傳-菩提達摩
- 高僧傳-蕅益智旭大師

2019年 《高僧傳》系列
- 高僧傳-神秀禪師
- 高僧傳-義淨法師
- 高僧傳-玉林法師〈原著〉

電視劇
- 1996年中視 《大巡按番薯官》，策劃（首播期間為1996年11月9日〜2001，共4年219集）
- 2002年民視《移山倒海樊梨花》，統籌 \ 執行製作人
- 2006年公共電視 電視劇《祖師爺的女兒》，導演
- 2008年5月9日公共電視《新芽》，導演

## 影像
- 《王銘燦》導演〈吳靜吉教授致詞〉
- 《王銘燦》導演
- 《金馬56》追思逝世影人 （页面存档备份，存于）

## 註解
1. ↑  本作導演由邱銘誠掛名，但製作過程王銘燦於現場協助改劇本、導演，唯上片後沒有掛名。

## 外部連結
- 《王銘燦》Facebook專頁
- 《王銘燦》 MovieCool 影史庫| 電影、連續劇、影人 （页面存档备份，存于）
- 兩個男人二十多年的心願